# Melberger Award
Le Melberger Award a été décerné chaque année, de 1993 à 2011, à un joueur de football américain de division III de la National Collegiate Athletic Association (NCAA).
Le prix porte le nom de Clifford Melberger, capitaine de l'équipe de football de l'université Bucknell de 1960, et est présenté par Diversified Information Technologies, dont le président est M. Melberger.
Ce trophée inhabituel est une réplique d'un casque de football en cuir de style ancien fabriqué en charbon anthracite et monté sur une solide base de charbon. Il a été conçu par Ed Donohue, ancien entraîneur de basketball au King's College de Wilkes-Barre, et sculpté par Frank Magdalinski de Plains, en Pennsylvanie.
Le lauréat du prix reçoit le trophée Melberger ainsi que 2 500 dollars de bourses d'études placés dans le fonds de bourses d'études général de leur université.
Le Melberger était l'une des deux récompenses données aux joueurs de football de la division III, l'autre étant le trophée Gagliardi, plus connu. L'objectif des deux prix a toujours été légèrement différent. Les facteurs Gagliardi étant le service communautaire, l'académique et l'athlétisme; le Melberger est, au moins théoriquement, présenté au meilleur athlète. Ces dernières années, le Melberger est tombé en désuétude en raison de la publicité et de la coordination médiocres de la part de la société qui parraine désormais le prix. De 2002 à 2004, le prix a été décerné non pas aux joueurs de football de division III les plus remarquables du pays, mais au joueur de la région qui pouvait assister (à ses frais) à la cérémonie de remise des prix à Wilkes-Barre, en Pennsylvanie. Le prix a donc été attribué à des joueurs qui avaient souvent du mal à intégrer une équipe All-Region, sans parler d'une nomination comme meilleur joueur du pays. Avant 2002, le prix Melberger était financé par le Downtown Wilkes-Barre Touchdown Club. Le prix a été remis pour la dernière fois en 2011.

## Palmarès
Deux joueurs l'ont remporté à deux reprises: Bill Bochert en 1996 et 1997 et Brett Trichilo en 2003 et 2004.
| Année | Joueur             | Université            | Position | Classe |
| ----- | ------------------ | --------------------- | -------- | ------ |
| 1993  | Jim Ballard        | Mount Union           | QB       | Senior |
| 1994  | Carey Bender       | Coe                   | RB       | Senior |
| 1995  | Craig Kusick, Jr   | Wisconsin–La Crosse   | QB       | Senior |
| 1996  | Bill Borchert      | Mount Union           | QB       | Junior |
| 1997  | Bill Borchert (2)  | Mount Union           | QB       | Senior |
| 1998  | Mike Burton        | Trinité (TX)          | QB       | Junior |
| 1999  | Scott Pingel       | Westminster (MO)      | WR       | Senior |
| 2000  | R. J. Bowers       | Grove City            | RB       | Senior |
| 2001  | Chuck Moore        | Mount Union           | RB       | Senior |
| 2002  | Daniel Pincelli    | Hartwick              | QB       | Senior |
| 2003  | Brett Trichilo     | Wilkes                | RB       | Junior |
| 2004  | Brett Trichilo (2) | Wilkes                | RB       | Senior |
| 2005  | Brett Elliott      | Linfield              | QB       | Senior |
| 2006  | Chris Sharpe       | Springfield           | QB       | Junior |
| 2007  | Jason Boltus       | Hartwick              | QB       | Junior |
| 2008  | Nate Kmic          | Mount Union           | RB       | Senior |
| 2009  | Alex Tanney        | Monmouth (Ill.)       | QB       | Junior |
| 2010  | Ben McLaughlin     | Louisiana College     | QB       | Senior |
| 2011  | Greg Cordivari     | Université Catholique | QB       | Junior |

## Carrières post-universitaires
Trois lauréats rejoindront la National Football League (NFL): Carey Bender joue un seul match pour les Bills de Buffalo en 1996, R. J. Bowers passera une saison aux Steelers de Pittsburgh (2001) et deux autres aux Browns de Cleveland (2002 et 2003) et Alex Tanney est sélectionné par les Chiefs de Kansas City en 2012 et évolue actuellement aux Giants de New York,.
Craig Kusick, Jr rejoint la Arena Football League en 1997. Il y joue pour les Mustangs de Milwaukee en 1997 et en 2001 et pour le Rampage de Grand Rapids en 1999 et 2000[réf. souhaitée]. Jason Boltus fera également une carrière en Arena Football League après un passage par la Canadian Football League, aux Tiger-Cats de Hamilton, de 2009 à 2001.